# یوپ دمنی
یوپ دمنی (هلندی: Joop Demmenie; ۱۹ دسامبر ۱۹۱۸ – ۲۳ مارس ۲۰۰۲) دوچرخه‌سوار اهل هلند بود.
وی در مسابقات کشوری و بین‌المللی در مجموع برندهٔ ۱ مدال برنز شده‌است.